# Liste des maires du 1er arrondissement de Paris
Cet article liste les maires du 1er arrondissement de Paris de 1860 à 2020. À partir de cette date, les quatre premiers arrondissements de Paris sont réunis en un secteur unique, Paris Centre.

## Liste
| Portrait | Portrait | Nom                                   | Mandat                            | Appartenance politique                               | Qualité                                                           |
| -------- | -------- | ------------------------------------- | --------------------------------- | ---------------------------------------------------- | ----------------------------------------------------------------- |
|          |          | Charles-Amance Prieur de la Comble    | 19 décembre 1859 – 1870           |                                                      | Banquier                                                          |
|          |          | Étienne Tenaille-Saligny              | 5 septembre 1870, – janvier 1871  | Libéral                                              | Avocat Sénateur (1879-1888)                                       |
|          |          | Jean-David Dettwiller, (ou Detviller) | fin juin 1871 – 1879              |                                                      | Manufacturier                                                     |
|          |          | Philibert Baudot                      | 1879 – 13 octobre 1898            |                                                      |                                                                   |
|          |          | Victor-Hubert Danoux                  | 19 novembre 1898 – 15 avril 1907, |                                                      | Bijoutier Joaillier                                               |
|          |          | Léopold Goirand                       | 22 avril 1907 – 25 juin 1926      |                                                      | Député (1887-1898) Sénateur (1906-1920)                           |
|          |          | Amédée Jolly,                         | 4 août 1926 – 18 décembre 1926    |                                                      | Militaire Industriel                                              |
|          |          | Jean-Joseph Poulalion                 | 12 avril 1927 – 5 juin 1933       |                                                      | Éditeur de musique                                                |
|          |          | Louis Bertrand                        | juin 1933 – 4 avril 1942          |                                                      |                                                                   |
|          |          | Charles Chédeville                    | 4 avril 1942 – 1944               |                                                      |                                                                   |
|          |          | Paul Massebiau                        | 1944 – 1945                       | Radical-socialiste                                   | Colonel                                                           |
|          |          | Marcel Dupuy                          | 1945 – 1946                       |                                                      | Souffleur                                                         |
|          |          | André-René Meunier                    | 20 février 1946 – mars 1977       | Gaulliste,                                           | Résistant Otorhinolaryngologiste Conseiller régional              |
|          |          | Officier municipal délégué            | 1977                              | 1983                                                 |                                                                   |
|          |          | Michel Caldaguès                      | 13 mars 1983 – 29 mars 2000       | RPR                                                  | Administrateur de société Député (1968-1973) Sénateur (1977-2002) |
|          |          | Jean-François Legaret                 | 17 avril 2000 – 11 juillet 2020   | RPR (jusqu'en 2002) UMP (2002-2015) LR (depuis 2015) | Conseiller régional (depuis 1994)                                 |